# Liste der Monuments historiques in Le May-sur-Èvre
Die Liste der Monuments historiques in Le May-sur-Èvre führt die Monuments historiques in der französischen Gemeinde Le May-sur-Èvre auf.

## Liste der Bauwerke
| Bezeichnung      | Beschreibung                  | Standort | Kennzeichnung | Schutzstatus | Datum | Bild           |
| ---------------- | ----------------------------- | -------- | ------------- | ------------ | ----- | -------------- |
| Kirche St-Michel | Erbaut im 15./16. Jahrhundert | (Lage)   | PA00109178    | Classé       | 1973  | weitere Bilder |

## Liste der Objekte
- Monuments historiques (Objekte) in Le May-sur-Èvre in der Base Palissy des französischen Kultusministeriums